# Emre Zafer Barnes
Emre Zafer Barnes (Spanish Town, Jamaica; 7 de noviembre de 1988) es un atleta turco de origen jamaiquino especializado en la prueba de 60 m, en la que consiguió ser subcampeón europeo en pista cubierta en 2019.

## Carrera deportiva
En el Campeonato Europeo de Atletismo en Pista Cubierta de 2019 celebrado en Glasgow ganó la medalla de plata en los 60 metros, con un tiempo de 6.61 segundos.